# Сигбан, Кай Манне Бёрье
Кай Манне Бёрье Си́гбан (швед. Kai Manne Börje Siegbahn; 20 апреля 1918, Лунд, Швеция — 20 июля 2007, Энгельхольм, Швеция) — шведский физик, лауреат Нобелевской премии по физике в 1981 году (половина премии «за вклад в развитие электронной спектроскопии высокого разрешения». Вторую половину премии получили Николас Бломберген и Артур Шавлов «за вклад в развитие лазерной спектроскопии».)

## Биография

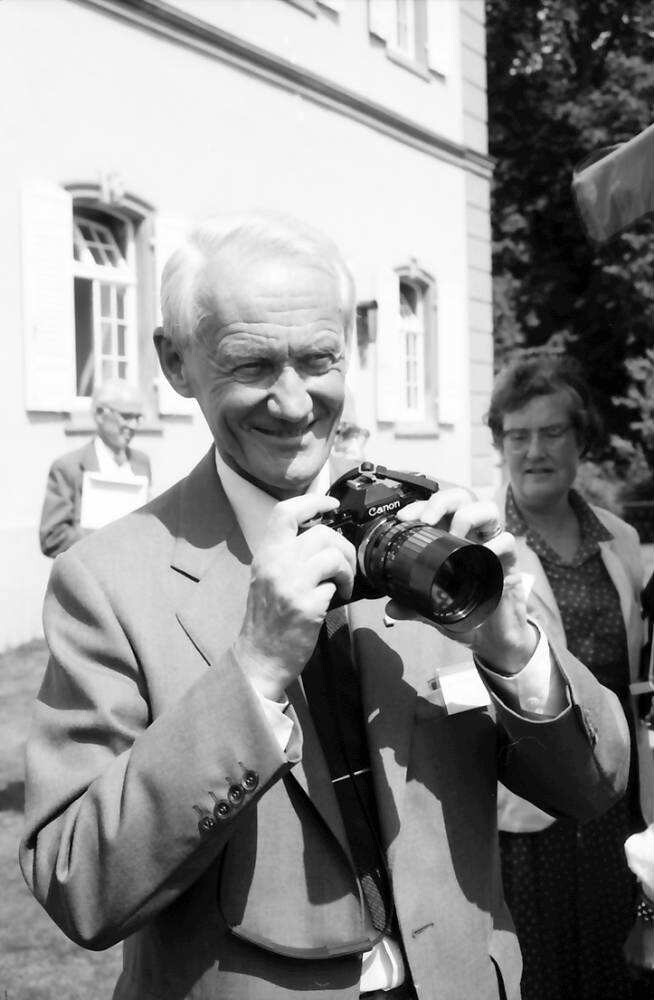
Сигбан в 1982 году

Кай Сигбан родился в семье будущего Нобелевского лауреата (1924) Карла Манне Сигбана. Окончил гимназию в Уппсале. С 1936 по 1942 год изучал в Упсальском университете физику, математику и химию. В 1944 году защитил диссертацию в Стокгольмском университете. 
С 1942 по 1951 год работал в Нобелевском институте физики. В 1951 году стал профессором физики в Королевском технологическом институте в Стокгольме. В 1954 году перешёл на кафедру в университете Уппсалы, которой раньше, до 1937 года заведовал его отец. Кай Сигбан был президентом Международного союза чистой и прикладной физики (ИЮПАП).
Сигбан разработал методы химического анализа при помощи электронной спектроскопии высокого разрешения.
23 мая 1944 года женился на Анне Брите Редин. Отец трёх детей — Пер (1945), Ханс (1947; в наст. время профессор физики в Уппсале) и Нильс (1953).
Был членом многих научных сообществ. Член Шведской королевской академии наук, Папской академии наук (1985), иностранный член Национальной академии наук США (1983), Российской академии наук (1994).
В 1992 году подписал «Предупреждение человечеству».